# Santa Isabel (volcan)
Pour les articles homonymes, voir Santa Isabel.
Le Santa Isabel est un volcan de la cordillère des Andes situé dans le département de Tolima en Colombie. Son altitude est estimée à 4 965 mètres.

## Géographie

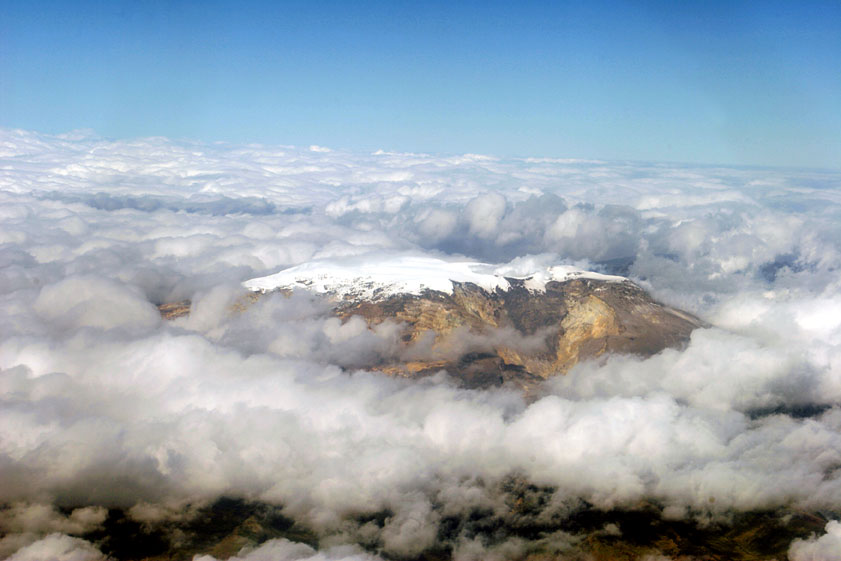
Vue aérienne du sommet englacé du Santa Isabel.